# Paulina Wilkońska

Paulina Wilkońska

Paulina z Lauczów Wilkońska (* 1815 in Swarzędz; † 9. Juni 1875 in Posen) war eine polnische Schriftstellerin.
Paulina Wilkońska heiratete 1832 den Absolventen der Universität Breslau Augustus Wilkoński, der, wegen Teilnahme an einem Aufstand und einer Duellaffäre mit einem preußischen Offizier verurteilt, für die Hochzeit einen vom preußischen König bewilligten Sonderurlaub erhalten hatte. Nach der Hochzeit begab sich das Paar nach Glogau, wo Wilkoński eine zwölfjährige Festungshaft antreten sollte.
Nach seiner vorzeitigen Entlassung 1836 lebte das Paar in Berlin, Warschau und auf einem Gut in der Nähe von Lublin, bis es 1840 ganz nach Warschau übersiedelte. Hier gründeten sie den Cech Glupców (Narrengilde), dem u. a. Narcyza Żmichowska, Teofil Lenartowicz und Aleksander Niewiarowski angehörten. Als Ergebnis der Zusammenkünfte der Gilde wurde der monatliche Brief Dzwon Literacki (Literarische Glocke). Wilkońska betrieb einen literarischen Salon, zu dessen Gästen Oskar Kolberg, Edward Dembowski, Józef Bohdan Dziekoński, Hipolit Skimborowicz und Roman Zmorski zählten.
1848 wurde Wilkoński erneut angeklagt, Kontakt zu revolutionären Exilanten zu unterhalten, und zu Haft in der Festung Zamosc verurteilte, wohin ihn seine Frau begleitete. Ende 1850 kehrten beide nach Warschau zurück, wurden jedoch wenige Monate später aus Polen ausgewiesen und gingen nach Karlsbad, bevor sie nach Skierki bei Posen zurückkehrten, wo Wilkoński 1852 starb.
Paulina Wilkońska betätigte sich seit Anfang der 1830er Jahre als Schriftstellerin. Sie verfasste mehrere Romane, kleine Schriften und Feuilletons (unter dem Pseudonym Paulina z L-W) für Zeitschriften wie Przeglad Naukowy, Zorza, Biblioteka Warszawska, Dwutygodnik Literacki, Niewiasta, Tygodnik Mód, Dziennik Mód Paryskich, Czytelnia dla Mlodziezy, Dzwonek, Strzecha, Przyjaciel Dzieci und Rodzina und hinterließ einen umfangreichen Briefwechsel mit dem Schriftsteller Józef Ignacy Kraszewski.

## Werke
- Wies i miasto. 1841
- Poranki i wieczory. 1847
- Powiesci. 1859
- Moje wspomnienia o zyciu towarzyskim w Warszawie. 1871
- Moje wspomnienia o zyciu towarzyskim na prowincji w Kongresówce. 1875
- Pisma. 1858–1869